# Isaac de Thellusson

Wappen der Familie de Thellusson

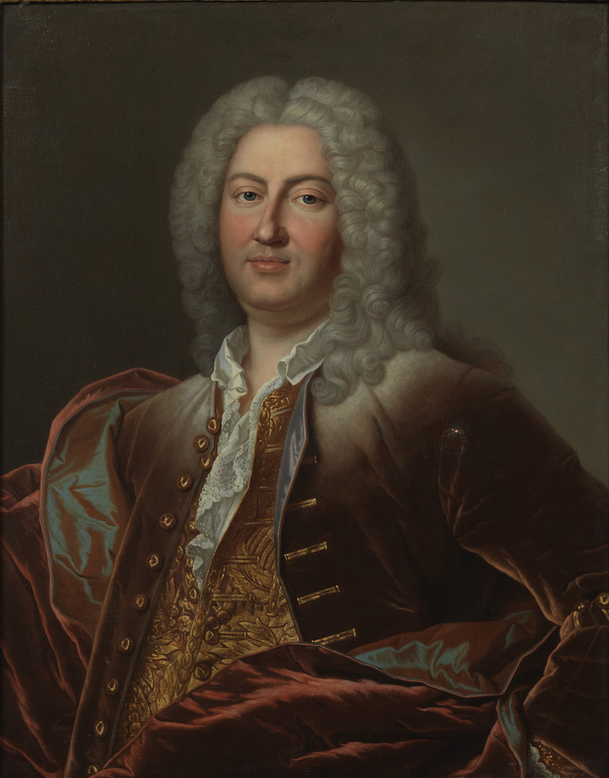
Isaac Thellusson (1690–1755) von Hyacinthe Rigaud, 1722

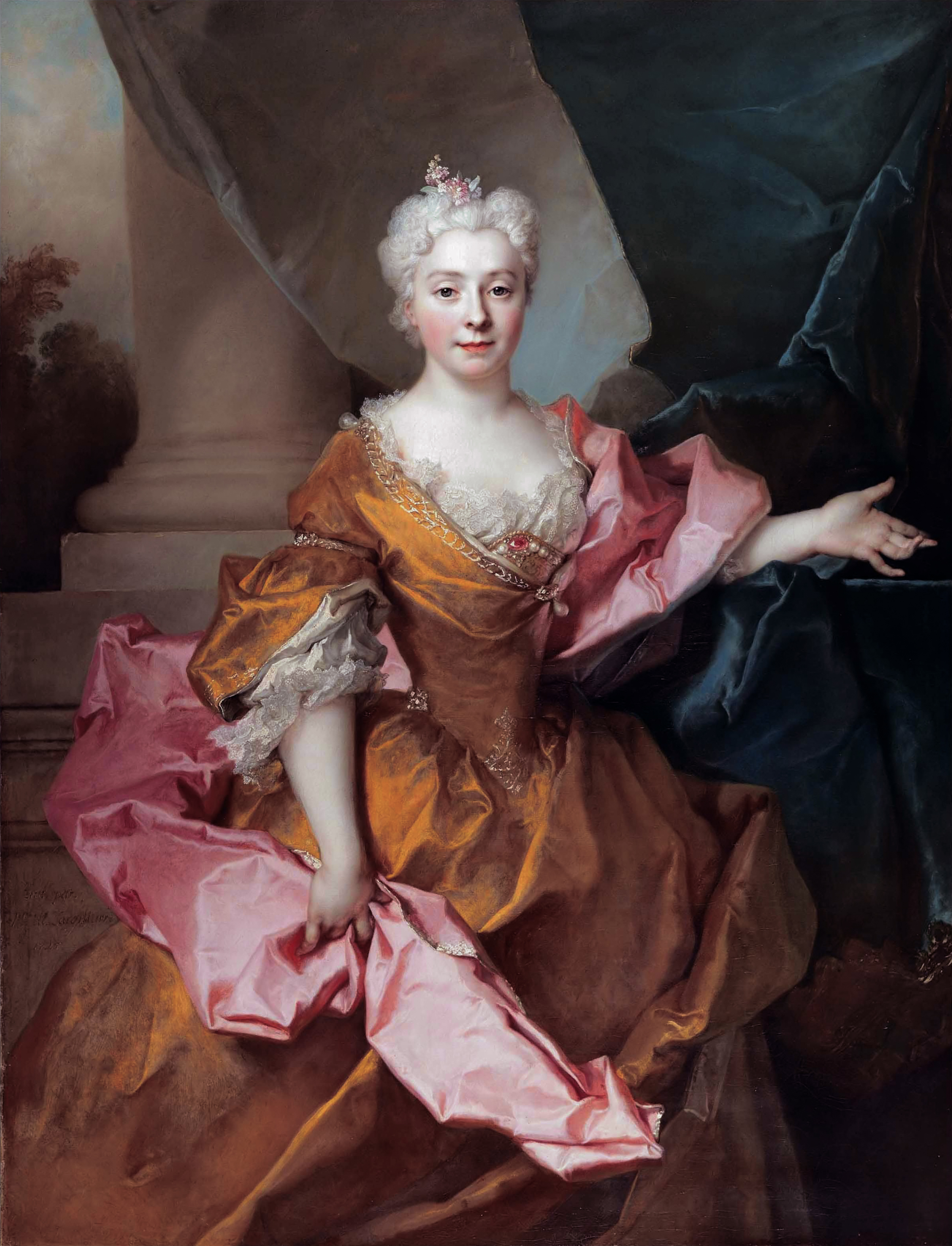
Sarah le Boullenger (1700–1769), von Nicolas de Largillière, 1725

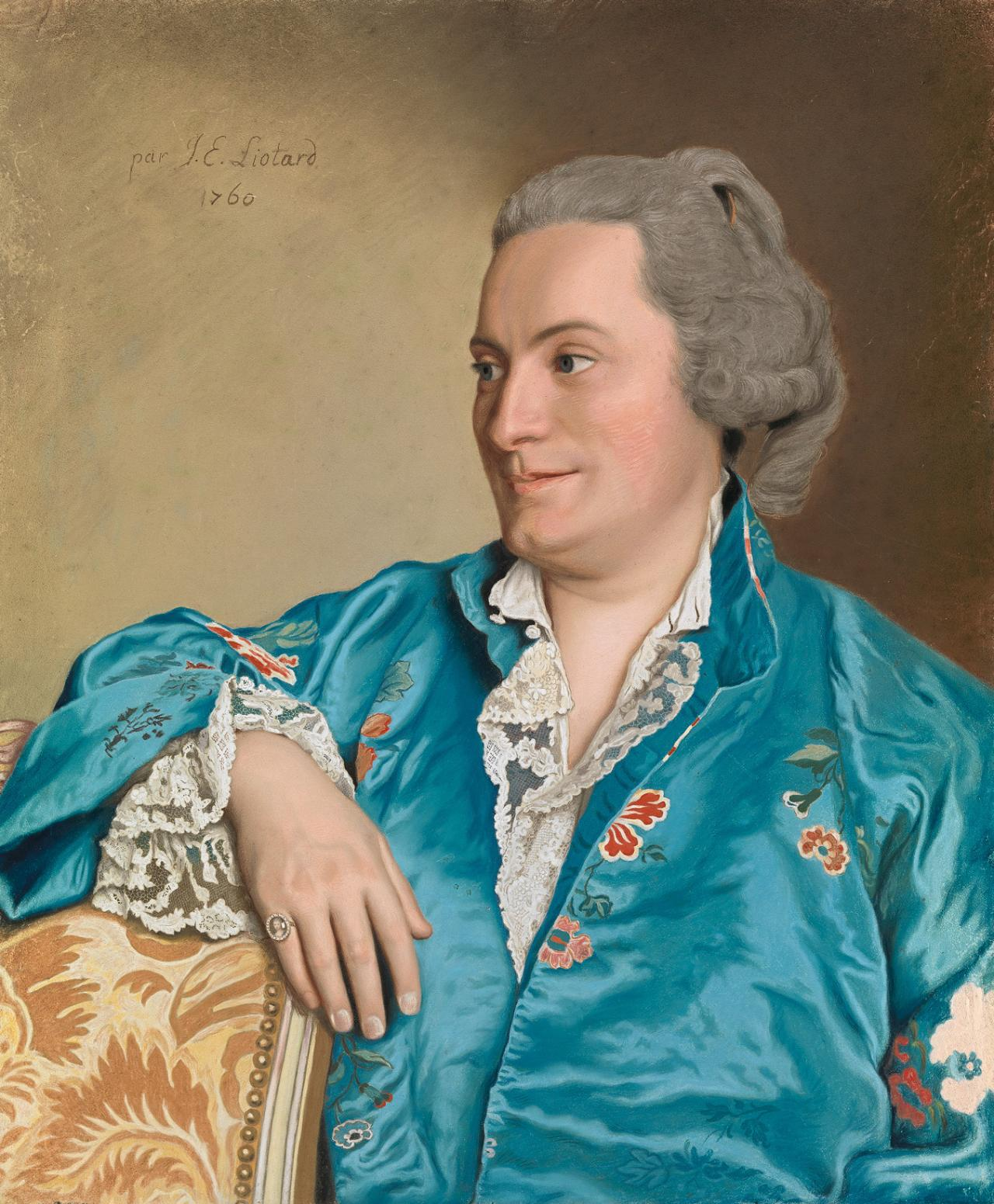
Isaac Louis de Thellusson (1727–1801), von Jean-Étienne Liotard, 1760

Isaac Thellusson (* 14. Oktober 1690 in Genf, Genfer Republik; † 2. September 1755 in Champel, Genfer Republik) war ein französisch-schweizerischer Bankier und Genfer Politiker.

## Leben
Isaac Thellusson stammte aus einer Hugenottischen Familie. Der Vater Théophile Thellusson (1646–1705) war Händler in Lyon. Die Mutter war Jeanne Guiguer (1662–1712), Schwester des französisch-genferischen Bankiers Louis Guiguer (1675–1747). Zwischen 1704 und 1707 durchlief Isaac Thellusson eine kaufmännische Ausbildung in Basel, Frankfurt am Main, Köln, den Niederlanden und London. Während dieser Zeit lernte er neben Niederländisch und Englisch auch Algebra.
1707 erhielt Isaac Thellusson dann eine Anstellung im Pariser Bankhaus „Tourton et Guiguer“, welches zu gleichen Teilen seinem Onkel Louis Guiger (1675–1747) und dessen Vetter Jean-Claude Tourton (1655–1724) gehörte. Die Bank hatte insbesondere während des Spanischen Erbfolgekriegs (1701–1714) grosse Bedeutung erworben. Thellusson war so erfolgreich, dass er bereits zwei Jahre später die „Caisse générale“ der Firma anvertraut bekam. 1715 wurde er schliesslich Inhaber der Bank und führte sie unter dem Namen „Thellusson et Cie“ weiter. Louis Guiguer und sein Partner Jean-Claude Tourton blieben aber mit je 60.000 Livres stille Teilhaber der Firma. Guiguer zog sich aber nach einem Streit mit Thellusson schon 1717 gänzlich aus dem Unternehmen zurück. 
Trotz seiner Jugend erlangte Isaac de Thellusson als Bankier grosses Ansehen und zeigt sich als entschlossener Gegner des schottischen Bankiers John Law (1671–1729). Als Letzterer die Finanzverwaltung des französischen Königreichs unter seiner Kontrolle hatte, liess sich der Pariser Gerichtshof von Isaac Thellusson beraten. Dieser verliess 1722 das Unternehmen, welches aber unter dem Namen „Tourton et Burrish“ weiter bestand.
Mit François Tronchin (1704–1798) gründete Isaac Thellusson am 1. Mai 1728 in Paris die Bank „François Tronchin et Cie“. Diese Partnerschaft wurde im Oktober 1740 im Streit aufgelöst, welcher erst 1748 durch den Kleinen Rat der Stadt Genf beigelegt werden konnte. Isaac Thellusson wurde 1728 Mitglied des Genfer Rats der Zweihundert, 1733 des Rats der Sechzig. Ab 1730 war er Genfer Botschafter am französischen Königshof und zwischen 1737 und 1738 die treibende Kraft bei der Schlichtung der Genfer Unruhen (Tamponnement). Politisch und diplomatisch setzte er sich für die aristokratische Partei ein.
Isaac Thellusson war einer der wichtigsten Aktionäre der königlichen Glashütte „Compagnie de Saint-Gobain“ in Saint-Gobain. Ausserdem besass er das Gut La Gara in der genferischen Gemeinde Jussy. Am 8. Juni 1737 wurde er vom preussischen König Friedrich Wilhelm I. in den Adelsstand erhoben und nannte sich seitdem Isaac de Thellusson.

## Familie
Isaac Thellusson heiratete am 26. September 1722 in Genf Sara Le Boullenger (1700–1769). Sie hatten zusammen zehn Kinder: 
- Anne Sarah de Thellusson (1724–1749), verheiratet 1745 mit dem britisch-schweizerischen Kaufmann Pierre Naville (1714–1790)
- Jeanne de Thellusson (1725–1802), verheiratet 1745 mit Generalleutnant Jacques Pictet, Gesandter des englischen Königshofs in Genf
- Isaac Louis de Thellusson (1727–1801), Erbe des Guts La Gara, ab 1773 Mitglied im Kleinen Rat des Genfer Republik, verheiratet 1754 mit Henriette Bertrand, nach ihrem Tod verheiratet 1760 mit Julie Ployard
- Georges-Tobie de Thellusson (1728–1776), französisch-genferischer Bankier, erhielt eine Anstellung bei der Pariser Bank „Labhard, Vernet & Cie“, übernahm die Bank schließlich zusammen mit Jacques Necker (1732–1804) und führte mit diesem das Bankhaus unter dem Namen „Thellusson, Necker & Cie.“ bis 1770 weiter, Thellusson beaufsichtigte vor allem die Niederlassung der Firma in London, seine Witwe Marie-Jeanne Girardot de Vermenoux (1736–1781) ließ ab 1780 in Paris das Hôtel de Thellusson als Residenz errichten
- Judith de Thellusson (1730–1750), verheiratet 1749 mit Bernard de Diesbach, Mitglied des Grossen Rats des Kantons Waadt und Schatzmeister des Kantos Waadts
- Elisabeth de Thellusson (1731–1798), verheiratet 1750 mit Marc-Conrad Fabri, Baron de Ayre la Ville
- Peter (Pierre de) Thellusson (1737–1797), Kaufmann, ließ sich 1760 in Großbritannien nieder und wurde dort 1762 eingebürgert. Er erwarb 1790 Brodsworth Hall in der Grafschaft South Yorkshire. Zudem war er Direktor der Bank of England. Mit seiner Frau Ann Woodford (1740–1805) hatte Peter (Pierre de) Thellusson sechs Kinder:
  - Peter Isaac Thellusson (1761–1808), war Bankier und Politiker, wie bereits sein Vater war er auch Direktor der Bank of England, ihm wurde 1806 der Adelstitel Baron Rendlesham verliehen, dieser Familienzweig besteht bis heute fort
  - George Woodford Thellusson (1764–1811), britischer Bankier und Politiker
  - Marie Thellusson (1766–?)
  - Augusta Charlotte Thellusson (1768–?)
  - Charles Thellusson (1770–1815), britischer Bankier und Politiker
  - Anne Thellusson (1774–1849), verheiratet mit dem britischen Vice-Admiral William Lukin (später William Lukin Windham, 1768–1833)

Isaac de Thellusson war ein Urenkel des Genfer Theologen Théodore Tronchin (1582–1657). Über seinen Sohn Pierre (Peter) hat Isaac Thellusson unter seinen Nachkommen Diana, Princess of Wales (1961–1997) und ihre Söhne William, Prince of Wales (* 1982) und Harry, Duke of Sussex (* 1984).